# Apostolisch vicariaat Ñuflo de Chávez
Het apostolisch vicariaat Ñuflo de Chávez (Latijn: Vicariatus Apostolicus Niuflensis) is een rooms-katholiek apostolisch vicariaat met als zetel Concepción, in Bolivia. Het apostolisch vicariaat is vrijgesteld en valt als immediatum direct onder de Heilige Stoel, zonder te behoren tot een kerkprovincie. Alle apostolische vicarissen tot heden (2024) waren lid van de Franciscanen. 

## Geschiedenis
Het apostolisch vicariaat werd opgericht op 13 december 1951, uit delen van het apostolisch vicariaat Chiquitos. 

## Parochies
Het apostolisch vicariaat had in 2020 een oppervlakte van 197.189 km2 en telde 161.076 inwoners waarvan 81,7% rooms-katholiek was.

## Apostolisch vicarissen
- Jorge Kilian Pflaum (16 november 1953 - 18 september 1971)
- Antonio Eduardo Bösl (18 december 1972 - 13 oktober 2000)
- Bonifacio Antonio Reimann Panic (31 oktober 2001 - heden)